# Filaca
Filaca (łac. Diocesis Filacensis) – stolica historycznej diecezji w Cesarstwie rzymskim w prowincji Byzacena, współcześnie w Tunezji. Obecnie katolickie biskupstwo tytularne.

## Biskupi tytularni
| Lp. | Biskup                    | Funkcja                                             | Od                   | Do               |
| --- | ------------------------- | --------------------------------------------------- | -------------------- | ---------------- |
| 1   | Clarence George Issenmann | biskup koadiutor Cleveland (USA)                    | 7 października 1964  | 22 września 1966 |
| 2   | Domingos de Pinho Brandão | biskup pomocniczy Porto (Portugalia)                | 6 grudnia 1966       | 22 sierpnia 1988 |
| 3   | Emil Wcela                | biskup pomocniczy Rockville Centre (USA)            | 21 października 1988 | 21 maja 2022     |
| 4   | Tulio Omar Pérez Rivera   | biskup pomocniczy Santiago de Guatemala (Gwatemala) | 27 czerwca 2022      |                  |